# 锡金松田鼠
锡金松田鼠（学名：Pitymys sikimensis）为仓鼠科松田鼠属的动物。在中国大陆，分布于西藏南部等地，一般栖息于高山森林以及灌丛草甸。该物种的模式产地在锡金。